# 东湖公园 (平顶山市)
东湖公园位于河南省平顶山市卫东区东工人镇街道以西，此地原本是一处煤矿矿区，煤矿被采空后，进入的积水在这里形成湖区，平煤集团十二矿顺势利导将其改造为东湖公园，目前东湖的湖区总面积接近15公顷，被列为平顶山市内八景之一。